# Jaroslav Boroš
Jaroslav Boroš (* 1. ledna 1947, Vranov nad Topľou) je bývalý slovenský fotbalista, útočník, reprezentant Československa, účastník Olympijských her v Mexiku roku 1968.

## Fotbalová kariéra
Za československou reprezentaci odehrál roku 1967 jedno utkání (zápas kvalifikace na mistrovství Evropy 1968 se Španělskem), 5x startoval v olympijském výběru (1 gól). V československé lize nastoupil ve 242 utkáních a dal 29 gólů. Hrál za VSS Košice (1965-1969, 1970-1977) a v době povinné vojenské služby nastoupil v lize v 1 utkání za Duklu Praha. V Poháru UEFA nastoupil ve 3 utkáních.

## Ligová bilance
| Ročník                                   | Zápasy | Góly | Klub        |
| ---------------------------------------- | ------ | ---- | ----------- |
| 1. československá fotbalová liga 1965/66 | 10     | 0    | VSS Košice  |
| 1. československá fotbalová liga 1966/67 | 20     | 3    | VSS Košice  |
| 1. československá fotbalová liga 1967/68 | 26     | 0    | VSS Košice  |
| 1. československá fotbalová liga 1968/69 | 19     | 3    | ZVL Žilina  |
| 1. československá fotbalová liga 1969/70 | 28     | 2    | VSS Košice  |
| 1. československá fotbalová liga 1970/71 | 24     | 4    | VSS Košice  |
| 1. československá fotbalová liga 1971/72 | 29     | 6    | VSS Košice  |
| 1. československá fotbalová liga 1972/73 | 7      | 2    | VSS Košice  |
| 1. československá fotbalová liga 1972/73 | 1      | 0    | Dukla Praha |
| 1. československá fotbalová liga 1973/74 | 18     | 2    | VSS Košice  |
| 1. československá fotbalová liga 1974/75 | 26     | 7    | VSS Košice  |
| 1. československá fotbalová liga 1975/76 | 26     | 0    | VSS Košice  |
| 1. československá fotbalová liga 1976/77 | 8      | 0    | VSS Košice  |
| CELKEM                                   | 242    | 29   |             |